# Mary Tudor (1673-1726)
Pour les articles homonymes, voir Marie Tudor.
Lady Mary Tudor (16 octobre 1673 – 5 novembre 1726) est une fille naturelle du roi Charles II d'Angleterre par sa maîtresse, Mary "Moll" Davies, comédienne et chanteuse.

## Biographie
Le 18 août 1687, elle épouse Edward Radclyffe (2e comte de Derwentwater) (9 décembre 1655 – 29 avril 1705) par qui elle a quatre enfants:
- James Radclyffe (3e comte de Derwentwater) (1689-1716)
- Francis Radclyffe (2 février 1691 – 15 mai 1715)
- Charles Radclyffe (3 septembre 1693 – 8 décembre 1746)
- Lady Mary Tudor Radclyffe (6 octobre 1697 – 16 mars 1756)

Marie se sépare de Lord Derwentwater en 1700, apparemment en raison de sa réticence à se convertir au Catholicisme.
Le 23 mai 1705, peu de temps après la mort de Lord Derwentwater, elle épouse en deuxièmes noces, Henry Graham (en). Le 26 août 1707, après la mort de Graham, le 7 janvier 1707, elle épouse en troisièmes noces, le major James Rooke. Lady Mary est décédée à Paris le 5 novembre 1726, âgée de 53 ans.